# Festival Sundance de Cinema
O Festival Sundance de Cinema tem início em agosto de 1978, como Utah/U.S. Film Festival. Em 1985, o Sundance Institute, fundado anos antes por Robert Redford com o intuito de ajudar novos cineastas, incorpora o festival a seus programas, dirigindo o evento para as produções independentes. O festival acontece todos os anos, no mês de janeiro, em Park City, Utah. É o maior festival de cinema independente dos Estados Unidos. A edição do Sundance de 2021, que ocorreu de forma virtual devido a pandemia de COVID-19, foi a mais vista de toda a história do festival.

## Vencedores recentes do Grande Prêmio do Júri
| Ano  | Ficção (nome original)                     | Documentário                                           |
| ---- | ------------------------------------------ | ------------------------------------------------------ |
| 2024 | In the Summers                             | Porcelain War                                          |
| 2023 | A Thousand and One                         | Going To Mars: The Nikki Giovanni Project              |
| 2022 | Nanny                                      | The Exiles                                             |
| 2021 | CODA                                       | Summer of Soul                                         |
| 2020 | Minari                                     | Boys State                                             |
| 2019 | Clemency                                   | One Child Nation                                       |
| 2018 | The Miseducation of Cameron Post           | Kailash                                                |
| 2017 | I Don't Fell at Home in This World Anymore | Dina                                                   |
| 2016 | The Birth of a Nation                      | Weiner                                                 |
| 2015 | Me and Earl and the Dying Girl             | The Wolfpack                                           |
| 2014 | Whiplash                                   | Rich Hill                                              |
| 2013 | Fruitvale Station                          | Blood Brother                                          |
| 2012 | Beast of the Southern Wild                 | The House I Lived In                                   |
| 2011 | Like Crazy                                 | Hell and Back Again                                    |
| 2010 | Winter's Bone                              | Restrepo                                               |
| 2009 | Precious                                   | We Live in Public                                      |
| 2008 | Frozen River                               | Trouble the Water                                      |
| 2007 | Padre Nuestro                              | Manda Bala (Send a Bullet)                             |
| 2006 | Quinceañera                                | God Grew Tired of Us: The Story of Lost Boys of Sudan  |
| 2005 | Forty Shades of Blue                       | Why we fight                                           |
| 2004 | Primer                                     | Dig!                                                   |
| 2003 | American Splendor                          | The Murder of Emmett Till Blue                         |
| 2002 | Personal Velocity                          | Daughter From Danang                                   |
| 2001 | The Believer                               | Southern Comfort                                       |
| 2000 | Girlfight                                  | Long Night's Journey Into Day                          |
| 1999 | Three Seasons                              | American Movie                                         |
| 1998 | Slam                                       | The Farm - Frat House                                  |
| 1997 | Sunday                                     | Girls Like Us                                          |
| 1996 | Welcome to the Dollhouse                   | Troublesome Creek: A Midwestern                        |
| 1995 | The Brothers McMullen                      | Crumb                                                  |
| 1994 | What Happened Was                          | Freedom on My Mind                                     |
| 1993 | Ruby In Paradise                           | Children of Fate - Silverlake Life: The View from Here |
| 1992 | In the Soup                                | A Brief History of Time - Finding Christa              |
| 1991 | Poison                                     | American Dream - Paris Is Burning                      |
| 1990 | Chameleon Street                           | H-2 Worker - Water and Power                           |
| 1989 | True Love                                  | For All Mankind                                        |
| 1988 | Heat and Sunlight                          | Beirut: The Last Home Movie                            |
| 1987 | Waiting for the Moon                       | Sherman's March                                        |
| 1986 | Smooth Talk                                | Private Conversations                                  |
| 1985 | Blood Simple                               | Seventeen                                              |